# Parisfreden (1810)
För andra parisfreder, se Parisfreden.
Parisfreden 1810, som undertecknades den 6 januari 1810, avslutade det pommerska kriget 1805–07 mellan Frankrike och Sverige. Sverige tvingades anta kontinentalsystemet och återfick svenska Pommern som ockuperats av franska trupper.
Sverige hade vid flera tillfällen, med början i mars 1809, försökt få Frankrike och Napoleon att sluta ett fredsavtal. Napoleon ville dock inte sluta fred med svenskarna, innan Sverige slutit fred med Ryssland. När den freden slutits (se Freden i Fredrikshamn), var Napoleon villig att förhandla.
Redan från början visste den svenska fredsdelegationen om att man skulle tvingas anta kontinentalsystemet som innebar förbud mot import av brittiska varor till Sverige. Delegationen hade därför instruktioner om att rädda importen av nödvändighetsvaror från England, men man misslyckades fullständigt med detta. Undantaget var salt. Smyghandel kom dock att bedrivas, då fransmännen hade svårt att kontrollera att förbudet efterlevdes. I förlängningen ledde Frankrikes press på Sverige till att Sverige tvingades förklara Storbritannien krig (se: Sveriges krig mot Storbritannien), ett krig helt utan stridshandlingar.